# Compton Pauncefoot
Compton Pauncefoot är en civil parish i Storbritannien.   Den ligger i grevskapet Somerset och riksdelen England, i den södra delen av landet, 170 km väster om huvudstaden London. Antalet invånare är 139.